# Réda Halaïmia
Mohamed Réda Halaïmia (ar. محمد رضا حلايمية; ur. 28 sierpnia 1996 w Oranie) – algierski piłkarz grający na pozycji prawego obrońcy. Od 2019 jest zawodnikiem klubu K Beerschot VA.

## Kariera klubowa
Swoją piłkarską karierę Halaïmia rozpoczął w 2012 roku w klubie MC Oran. W 2015 roku awansował do pierwszej drużyny. Swój debiut w niej zaliczył 15 sierpnia 2015 w zremisowanym 1:1 wyjazdowym meczu z ES Sétif. W MC Oran grał do końca sezonu 2018/2019.
1 lipca 2019 Halaïmia został zawodnikiem belgijskiego K Beerschot VA. W barwach tego klubu swój debiut zaliczył 2 sierpnia 2019 w wygranym 1:0 domowym meczu z KSC Lokeren. W sezonie 2019/2020 awansował z Beerschotem z drugiej do pierwszej ligi belgijskiej.
| Sezon   | Klub           | Kraj     | Rozgrywki         | Mecze | Gole |
| ------- | -------------- | -------- | ----------------- | ----- | ---- |
| 2015/16 | MC Oran        | Algieria | Première Division | 20    | 0    |
| 2016/17 | MC Oran        | Algieria | Première Division | 19    | 0    |
| 2017/18 | MC Oran        | Algieria | Première Division | 28    | 0    |
| 2018/19 | MC Oran        | Algieria | Première Division | 28    | 0    |
| 2019/20 | K Beerschot VA | Belgia   | Eerste klasse B   | 22    | 1    |
| 2020/21 | K Beerschot VA | Belgia   | Eerste klasse A   | 16    | 0    |

## Kariera reprezentacyjna
W reprezentacji Algierii Halaïmia zadebiutował 27 grudnia 2018 w wygranym 1:0 towarzyskim meczu z Katarem, gdy w 71. minucie zmienił Ilyesa Chettiego.